# サンタマリア山

サンタマリア山 3DCG動画

サンタマリア山（サンタマリアさん、スペイン語: Volcán Santa María、キチェ語: Gagxanul）は、グアテマラ共和国南西部にある標高3772メートルの成層火山である。

## 概要
グアテマラ共和国南西部、ケツァルテナンゴ県ケツァルテナンゴ市の南西約10kmに位置する標高3772メートルの成層火山で、中央アメリカ火山弧、シエラ・マドレ・デ・チアパス山脈に属する。
岩石は主にデイサイト・安山岩・玄武岩質安山岩からなり、他に玄武岩・ピクライト質玄武岩、火山砕屑岩類で構成されている。
有史以来、噴火の記録が無く、成層火山として円錐形の綺麗な山容で全体が森林に覆われていたが、1902年のプリニー式の大噴火に際し、南西斜面の一部が吹き飛び爆裂火口（東西1km、南北700-800m、深さ250m）が形成された。
1922年になると、1902年噴火時の爆裂火口に溶岩ドーム（側火山・サンティアギート山）が形成され、以後、溶岩ドーム膨張、爆発的噴火、溶岩流、火砕流、火山泥流といった活動が継続しており、世界で最も活発に活動している火山の一つとされる。
防災の観点から、国際火山学及び地球内部化学協会により防災十年火山に指定され、将来の被害軽減についてのより詳細な研究の対象となっている。

## 有史以前の活動
当山を含む中央アメリカ火山弧の山々は、ココスプレートがカリブプレートの下へ沈み込むことにより形づくられた。
約10万3千年前に噴火が始まり、10万3千年-7万2千年前、7万2千年前、6万年-4万6千年前、3万5千年-2万5千年前の4次の噴火期を経て、円錐形の成層火山の山体（体積8km3、玄武岩・玄武岩質安山岩）が形成された。
その後、1902年に噴火するまでの約2万5千年は休息期にあった。

## 1902年噴火
1902年には、5月にスフリエール山（セントビンセント・グレナディーン）、プレー山（フランス海外県マルティニーク）、イサルコ山（エルサルバドル）、7月にマサヤ山（ニカラグア）と、中央アメリカ・カリブ海地域の火山の噴火が相次いだ。また、地震に関しても、1902年1月にメキシコ・チルパンシンゴ（当山の北西900km）、当山付近（南西13km。以後、月45回ほどと地震回数が急増し10月の噴火まで続いた）、4月に西グアテマラ断層中央部、9月に当山付近（北西210km）と、周辺地域での大きな地震が相次いで発生していた。以上の様な噴火の前兆と捉え得る事象が発生していたが、有史以来、当山は噴火の記録が無かったため、噴火の可能性が想起されることなく、1902年10月の噴火を迎えるに至った。
噴火の経過は次の通りである。
- 10月24日午後、南西側の山腹で水蒸気とみられる噴気[17]。
- 10月24日午後5時、周辺で大きな地鳴り[9]、当山上空に雷雲[18]。
- 10月24日夕刻、ケツァルテナンゴ市にうっすらと降灰[18]。
- 10月24日午後6時15分、西方14kmにあるヘルベティア農場にて細粒火山灰の降灰[9]。
- 10月24日午後7時、周辺がほのかに明るくなり、山腹付近では稲光りが見られ、また轟音が響く[18]。
- 10月24日午後8時、火山上空に大きな雲、稲光り[9]。
- 10月25日午前1時、プリニー式噴火が発生、当山南方一帯に大きな岩片が飛散、噴火の爆発音はコスタリカ（南西850km）、メキシコ・オアハカ、ベリーズでも観測[9]。
- 10月25日午前3時、ケツァルテナンゴ市に豆粒サイズの火山礫が降礫、ヘルベティア農場へ軽石（大きさ15-25cm、重さ0.5-0.75ポンド程度で、当初は冷たい軽石が時間とともに熱い軽石へと推移。後にはこぶし大の岩石も混ざる）が多数降下[18]。
- 10月25日午前3時、地震活動が最高潮、以後、同日午前7時半、11時にも再度活発化[9]。
- 10月25日午前6時、メキシコ・モトシントラ（英語版、スペイン語版）（北西104km）で降灰[9]。
- 10月25日午前11時、激しさを増してきた噴火はこの頃に最高潮、日中にもかかわらず辺りは暗いまま[18]。
- コバン（北東160km）にて硫黄臭、10月25日正午まで空振[9]。
- 10月25日昼、噴煙柱は洋上の船からの六分儀による観測で高度27-29km[9][注 2]
- 10月25日日没までに（噴火開始から18-20時間経過）、噴火が一旦収束[9]。
- 10月26日早朝に再噴火、水蒸気爆発の他に、マグマ水蒸気爆発によるどす黒い噴煙が発生し、周辺に泥状の火山灰が降灰[9]。
- 10月29日、噴火が収束に向かい、晴れ始める[9]。

この噴火により、約5.5km3の噴出物が生じ、カール・ザッパーの調査・試算によると降灰範囲は120万km2以上、1mm以上の堆積があった範囲は27万3千km2、同1m以上の範囲は400km2とされる。死者は6000人におよび、周辺一帯のコーヒー農園に火山灰や砂が2mほど積るなど、甚大な被害が生じた。
火山爆発指数（VEI）6の規模で、インドネシアで起きた1815年のタンボラ山噴火（VEI 7）・1883年のクラカタウの噴火（VEI 6）、アメリカで起きた1912年のノバルプタの噴火（VEI 6）、フィリピンで起きた1991年のピナトゥボ山噴火（VEI 6）とともに、19世紀以降に起きた世界的巨大噴火の一つとされる。
その後、1922年までの20年間は、間欠泉の噴出や若干の火山灰放出といった程度で、火山活動は落ち着いていた。
1902年噴火の様子

## サンティアギート山
1922年になると、1902年噴火時の爆裂火口に側火山・サンティアギート山（溶岩ドーム）が形成された。
サンティアギート山（溶岩ドーム）の活動は、1922年当初（1958年頃まで）は「内生的成長（新たな溶岩が内部に蓄積し溶岩ドームを膨張させる）」、1929年頃からは「外生的成長(溶岩が表面に溢れ堆積する）」へ推移し、活動火口はカリエンテ火口（主な活動期間1922 - 1939年、1972年 - ）に始まり、以後、ラミタッド火口（同1939 - 1949年）、エルモンジュ火口（同1949 - 1958年）、エルブルホ火口（同1958 - 1986年）、1972年以降は再びカリエンテ火口での活動が見られるようになった。溶岩ドーム形成当初の噴出溶岩の組成は、1902年のサンタマリア山噴火時の同様のデイサイトであったが、活動の経過とともに二酸化ケイ素の含有割合が低下し、2000年頃には同組成は安山岩に変化した。
溶岩の噴出は、噴出速度の速い時期と遅い時期を繰り返しながら、1922年以降絶えず続いており、溶岩流は長いもので4kmに及ぶ。噴火は比較的小規模なものは毎日数回発生し、大規模な爆発的噴火も1999年現在までで十数回発生している。また噴火や溶岩流の流下に伴う火砕流の発生、火山砕屑物が雨水と共に流れ下る火山泥流のほか、地すべりや山肌崩落もしばしば生じている。
1929年のカリエンテ溶岩ドームの崩壊・爆発では、火砕流が下方11kmに渡って襲い、エル・パルマー周辺地域で推定5000人が犠牲となった。また、1983年には火山泥流が流域のエル・パルマーを襲い、街の壊滅・放棄に至るといった甚大な被害が発生した。
サンティアギート山の標高は2021年現在で約2500mに達し、山体体積は推定1.5km3 （2008年試算）、山体崩壊や降雨による侵食・流出分を加えると、噴出マグマ総量は推定2km3 以上とされている。
- サンティアギート山の2016年噴火
- 噴気を上げるサンティアギート山（上空より）
- 1989年にエル・パルマー近郊の谷川を流れ下る火山性熱泥流